# Оливер, Шейла
Ше́йла О́ливер (англ. Sheila Oliver; 14 июля 1952, Ньюарк — 1 августа 2023) — американский политик, была вице-губернатором Нью-Джерси с 2018 года и до своей смерти в 2023 году. Ранее она работала в Генеральной Ассамблее Нью-Джерси (2004—2018), где представляла 34-й законодательный округ, а также выступала в качестве спикера Генеральной Ассамблеи Нью-Джерси в течение двух сроков (с 12 января 2010 по 14 января 2014 года). Всё это время была членом Демократической партии.
В июле 2017 года Фил Мёрфи, кандидат от Демократической партии на пост губернатора, выбрал Оливер в качестве своего напарника по вице-губернатору Нью-Джерси на выборах в ноябре 2017 года. Тандем Мёрфи/Оливер выиграл всеобщие выборы. Оливер была приведена к присяге в качестве вице-губернатора 16 января 2018 года.

## Ранняя жизнь
Оливер родилась и выросла в Ньюарке, окончив среднюю школу Виквахика в 1970 году. С отличием окончила Университет Линкольна в 1974 году по специальности «социология» и получила в 1976 году степень магистра Колумбийского университета по планированию и управлению. 6 мая 2018 года стала доктором гуманитарных наук в своей альма-матер — Университете Линкольна.

## Карьера
Она работала в Совете по образованию школьного округа Ист-Орандж с 1994 по 2000 год и была выбрана ее сверстниками в качестве вице-президента с 1998 по 1999 год и президента с 1999 по 2000 год. Она служила в Совете выбранных Фригольдеров округа Эссекс в течение одного срока с 1996 по 1999 год. В 1997 году она стала первой женщиной, которая начала конкурентную кампанию за пост мэра в городе Ист-Орандж, проиграв на выборах Роберту Боузеру с разницей всего в 51 голос.
Оливер был одним из основателей Коалиции за жилье с низким доходом в Ньюарке, организации, которая успешно подала в федеральный суд на жилищное управление Ньюарка и Министерство жилищного строительства и городского развития США, чтобы заблокировать снос всего субсидируемого государством жилья с низким доходом в Ньюарке, поскольку не было никакого плана по строительству замещающего жилья для жителей Ньюарка с низким доходом. В результате Жилищное управление Ньюарка было направлено федеральным приказом о согласии на строительство индивидуального жилья для жителей с низкими доходами.

### Член Генеральной Ассамблеи штата Нью-Джерси
В рамках внутрипартийной сделки в 2003 году Оливер была избрана вместе с действующим депутатом Ассамблеи Питером Иглером кандидатом от партии на первичных выборах в Генеральную Ассамблею в июне 2003 года от 34-го округа. Действующий член Ассамблеи Уиллис Эдвардс был исключён из билета в результате. До баллотирования на пост вице-губернатора, с 2003 года она переизбиралась на эту должность шесть раз каждые два года.
23 ноября 2009 года Оливер была единогласно избран демократами Ассамблеи спикером палаты. В истории штата она стала второй женщиной, избранной на этот пост, после Марион Уэст Хиггинс и второй афроамериканкой после Говарда Вудсона. В истории страны она стала второй афроамериканкой, возглавившей Законодательное собрание штата после Карен Басс в Калифорнии.
В качестве спикера Оливер поддержала реформы губернатора Криса Кристи в отношении пенсий и пособий государственных служащих. Полиция и пожарные профсоюзы были недовольны спикером за задержку в рассмотрении вопроса. Член Ассамблеи Джозеф Крайан безуспешно пытался убедить своих коллег-демократов не избирать повторно Оливер спикером. Оливер была избрана в 2011 году на второй срок в качестве спикера по условиям сделки, в которой она согласилась продвигать законодательство только при предварительной поддержке 41 демократов в Ассамблее.
10 июня 2013 года она официально объявила, что будет участвовать в специальных выборах на место в Сенате, освободившееся после смерти Фрэнка Лотенберга. Она не получила одобрения округа на специальных предварительных выборах, состоявшихся 13 августа, и была последней среди четырёх кандидатов, выиграв только четыре процента голосов.
Оливер работала в Ассамблее в Комитете по торговле и экономическому развитию, Комитете по транспорту и независимым органам власти, Объединенном комитете по экономической справедливости и равным возможностям в области занятости и Объединенном комитете по государственным школам. Оливер осталась спикером на период 2012—2013 годов через сделку, заключенную с сенатором Нью-Джерси Николасом Сэкко, главой округа Эссекс Джозефом Ди Винченцо и политическим боссом Южного Джерси Джорджем Норкроссом. Два года спустя большинство демократов Ассамблеи поддержали кандидатуру Винсента Прието на пост спикера следующего периода. На начало его полномочий, в 2014—2015 годах, Оливер несла обязанности почётного спикера Ассамблеи.
Вне законодательного органа Оливер работала помощником главы округа Эссекс. Проживала в Ист-Ориндже.

## Вице-губернатор
В июле 2017 года передовые СМИ Нью-Джерси сообщили, что Фил Мёрфи выберет Оливер кандидатом от Демократической партии на пост вице-губернатора Нью-Джерси. Мёрфи и Оливер победили республиканский тандем вице-губернатора Ким Гваданьо и мэра Вудклифф-Лейка Карлоса Рендо. Она стала четвертой афроамериканкой, ставшей вице-губернатором в Америке, и первой из них — демократом. Мёрфи объявил, что назначит Оливер в состав кабинета, не требуя одобрения Сената Нью-Джерси.
Закон Нью-Джерси позволяет кому-то баллотироваться на две выборные должности одновременно, но если они выигрывают желаемую должность, они не могут одновременно работать в обоих должностях. Оливер, идя на избрание вице-губернатором Нью-Джерси, также выиграла переизбрание на ее законодательное место в Генеральной Ассамблее. Оливер сложила полномочия в законодательном органе к полудню 16 января 2018 года, когда она и Мерфи были приведены к присяге. Когда Карлос Рендо во время их телевизионных дебатов оспорил ее решение баллотироваться на оба места, Оливер сказала, что она подала заявку на переизбрание, прежде чем она была выбрана Мёрфи в качестве его помощника и уйдёт со своего места в Ассамблее, если она и Мёрфи будут избраны. После того, как Оливер оставила свое место в Ассамблее, она была заменена Бритни Тимберлейк, которая служила президентом Совета выбранных Фригольдеров округа Эссекс и была приведена к присяге 29 января 2018 года.